# Серп и молот (фильм, 1994)
«Серп и молот»  — российский фильм режиссёра Сергея Ливнева.

## Сюжет
Действие фильма происходит в 1930-е годы. Сталин одобряет проведение эксперимента по перемене пола: «Родине нужны солдаты — будут солдаты. Родине нужны матери — сделаем матерей». Так Евдокия Кузнецова становится Евдокимом Кузнецовым.

Очередной каприз вождя — и люди, которые «сделали» Евдокима, оказались вредителями. Герой становится знаменитым метростроевцем, депутатом, гордостью страны Советов. Партия находит для него образцовую советскую жену. Но случайная встреча Евдокима с медсестрой Верой, которая прежде выхаживала его в клинике после операции, приводит его к осознанию того, что его жизненный и карьерный сценарий ему насильно навязан. Экзистенциальный кризис приводит Евдокима к бунту против самого вождя.

## В ролях
- Алексей Серебряков — Евдоким Кузнецов
- Евдокия Германова — Вера Раевская
- Алла Клюка — Елизавета Воронина
- Авангард Леонтьев — Алексей
- Нодар Мгалоблишвили — Амвросий Вахтангович Бакрадзе (озвучивание: Армен Джигарханян)
- Марина Кайдалова — Мария Бакрадзе
- Анатолий Равикович — профессор Иоффе
- Владимир Стеклов — Сталин
- Виктор Цымбал — начальник «шарашки»
- Гоша Куценко — милиционер в штатском (озвучил Алексей Серебряков)
- Иван Мартынов — лейтенант
- Вера Воронкова
- Лариса Уромова
- Олег Зима
- Владимир Сычёв
- Александр Лырчиков
- Ольга Толстецкая — Клавдия Храпова

## Интерпретации
По мнению Александра Якобидзе-Гитмана, "Серп и молот" полон аллюзий на реалии постсоветского времени: атрибуты успешной карьеры Кузнецова ... делают его гораздо более похожим на западного яппи топ-менеджера или бюрократического босса, чем на советского начальника. И даже семейные проблемы Кузнецова похожи скорее на кризис правильной буржуазной семьи. Депрессия Кузнецова выглядит как типичный «кризис среднего возраста» западного буржуа, «выгоревшего» на работе от деловой лихорадки". Его внезапное влечение к стареющей медсестре Вере культуролог объясняет тем, что она "всем своим обликом представляет реликт дореволюционной России, Серебряного века, пусть и жалкий, но с остатками былого культурного аристократизма. [...] Таким образом, драма Евдокима Кузнецова по сути оказывается не драмой героя-жертвы сталинской эпохи, а драмой постсоветского человека, который стремится воскресить дореволюционное величие «подлинной» России и на её руинах построить рай западного типа".

## Награды и номинации
- Приз за режиссуру (Сергей Ливнев), премия за мужскую роль (Алексей Серебряков) и особое упоминание жюри за музыку (Леонид Десятников) на фестивале «Киношок» в Анапе.
- Особое упоминание Евдокии Германовой на МКФ в Салониках.
- 3 номинации на премию Ника (1995): Лучший сценарист (Сергей Ливнев и Владимир Валуцкий), Лучший продюсер (Сергей Ливнев) и Лучший композитор (Леонид Десятников).